# Alfredówka
Alfredówka est une localité polonaise de la gmina de Nowa Dęba, située dans le powiat de Tarnobrzeg en voïvodie des Basses-Carpates.